# Jiichirō Date
Jiichirō Date (jap. 伊達 治一郎, Date Jiichirō; * 6. Januar 1952 in der Präfektur Ōita, Japan; † 20. Februar 2018) war ein japanischer Ringer. Er war Olympiasieger 1976 im freien Stil im Weltergewicht.

## Werdegang
Jiichirō Date, über dessen Herkunft und seinen sportlichen Entwicklungsgang nichts bekannt ist, erschien in der ersten Hälfte der 1970er Jahre bei drei internationalen Ringer-Veranstaltungen, von denen er bei zweien siegte. Er rang im freien Stil im Weltergewicht, der Gewichtsklasse, die damals ihr Gewichtslimit bei 74 kg hatte.
Im Jahre 1973 startete er mit 21 Jahren beim Welt-Cup in Toledo (Ohio) und siegte dort vor Ruslan Nuralijewitsch Aschuralijew aus der UdSSR und Stanley Dziedzic aus den Vereinigten Staaten, zwei Ringern, die der absoluten Weltklasse angehörten.
Sein nächster Start erfolgte dann bei der Weltmeisterschaft 1975 in Minsk. Er siegte dort über so starke Ringer wie Carl Adams aus den Vereinigten Staaten, Dan Karabín aus der Tschechoslowakei u. Kiro Ristow aus Jugoslawien, musste sich aber von Mansour Barzegar aus dem Iran schon nach 1:17 Minuten Kampfzeit und von Ruslan Aschuraljiew nach 8:21 Minuten Kampfzeit schultern lassen und kam damit auf den 3. Platz.
Bei den Olympischen Spielen in Montreal im Jahre 1976 war er weiter verbessert und wurde dort mit sieben Siegen in überlegenem Stil Olympiasieger. Dabei feierte er Schultersiege über Dennis Herrick aus Puerto Rico nach 1:17 Minuten Kampfzeit, Dsewegiin Düwtschin aus der Mongolei nach 1:39, Fred Hempel aus der DDR nach 7:03, Yo Yee-Kwon aus Südkorea nach 2:13, Marin Pîrcălabu aus Rumänien nach 4:06 und Weltmeister Mansour Barzegar nach 6:07 Minuten. Lediglich gegen den US-Amerikaner Stanley Dziedzic musste er über die volle Kampfzeit von damals 9 Minuten gehen und besiegte diesen mit 10:5 Punkten. In der Fachzeitschrift Der Ringer, Nr. 7/8 aus 1976, Seite 12 heißt es dazu lapidar: „Jiichiro Date war mit Abstand der beste Ringer des olympischen Turniers.“
Nach diesem Sieg war Jiichirō Date bei keiner internationalen Meisterschaft mehr am Start. Er wurde Trainer und war bei verschiedenen Kampfsport-Schulen in Japan tätig. Ab 1991 betreute er den Sumoringer Musashimaru und führte diesen bis zum Yokozuna, dem höchsten Rang, der im Sumo vergeben wird.

## Internationale Erfolge
| Jahr | Platz | Veranstaltung                 | Gewichtsklasse | |
| 1973 | 1.    | Welt-Cup in Toledo (Ohio)     | Welter         | vor Ruslan Aschuraliew, UdSSR u. Stanley Dziedzic, USA |
| 1975 | 3.    | Weltmeisterschaft in Minsk    | Welter         | mit Siegen über Carl Adams, USA, Dan Karabín, CSSR u. Kiro Ristow, Jugoslawien u. Niederlagen gegen Mansour Barzegar u. Ruslan Nuralijewitsch Aschuralijew                           |
| 1976 | Gold  | Olympische Spiele in Montreal | Welter         | mit Siegen über Dennis Herrick, Puerto Rico, Dsewegiin Düwtschin, Mongolei, Fred Hempel, DDR, Yo Yee-Kwon, Südkorea, Marin Pîrcălabu, Rumänien, Stanley Dziedzic u. Mansour Barzegar |

## Weblink
Profil von Jiichirō Date bei United World Wrestling
| Personendaten    | Personendaten           |
| ---------------- | ----------------------- |
| NAME             | Date, Jiichirō          |
| ALTERNATIVNAMEN  | 伊達 治一郎 (japanisch) |
| KURZBESCHREIBUNG | japanischer Ringer      |
| GEBURTSDATUM     | 6. Januar 1952          |
| GEBURTSORT       | Präfektur Ōita          |
| STERBEDATUM      | 20. Februar 2018        |